# Chiambrana

Due tipi di porte con chiambrana: a sinistra la chiambrana classica, a destra un tipo chiamato anche sopraluce.

La chiambrana (o ciambrana) è un'incorniciatura, sagomata o liscia, degli infissi delle porte o anche delle finestre.
La parola chiambrana è di area piemontese, toscana (Lucca), lombarda (Bozzolo) e sarda, e deriva dal francese chambranle o chambrande, dal latino camerāre ‘costruire a volta’.
In particolare, si dà il nome di chiambrana a un'incorniciatura della porta con degli stipiti abbastanza massicci (talvolta sagomati a colonna) e una struttura rettangolare in legno sopra la porta stessa. In genere comprende una sorta di architrave decorativo.
L'uso di chiambrana in italiano è più comune per le porte, raramente si applica alle cornici delle finestre, per le quali è più comune mostra.In particolare la mostra è l'inquadratura sagomata che circonda l'esterno della finestra, intorno alle spallette e all'architrave; oppure una specie di listello sagomato che serve a tappare la fessura tra telaio e controtelaio di un infisso. Per estensione, mostra si può riferire alla parte decorativa di un negozio come scritte, tabelle, vetrine, generalmente uniformate dal punto di vista architettonico.
In francese e inglese con chambranle s'intende comunemente anche la cornice decorativa (generalmente in pietra o muratura) che racchiude una finestra o un caminetto.